# Городське ТВ
Городське ТВ (рос. ГОРОДСКОЕ ЛО, Горлаг) — табірне відділення, що діяло в системі виправно-трудових установ СРСР.
Організоване 14.05.53 (перейменований з БУДІВНИЦТВА 442 І ВТТ)

закрите 28.09.56 у зв'язку з переведенням будівництва на вільнонайману робочу силу

## Підпорядкування і дислокація
- ГУЛАГ МЮ з 14.05.53;
- Главпромстрой з 03.02.55;
- ГУЛАГ МВС не пізніше 01.08.55.

Дислокація: Калузька область, м.Малоярославець;
с. Обнінське Малоярославецького р-ну Калузької обл.

## Виконувані роботи
- обслуговування Будівництва 442 МСМ (Радянський атомний проект)

## Чисельність з/к
- 03.09.53 — 2486;
- 01.01.54 — 2725,
- 01.01.55 — 1488,
- 01.01.56 — 1240